# Kalmius
Kalmius (ukr. Кальміус) – rzeka na Ukrainie, płynąca przez obwód doniecki.
Źródła posiada na Wyżynie Donieckiej, w pobliżu miasta Jasynuwata. Przepływa przez miasto Donieck, wpływa do Morza Azowskiego w mieście Mariupol.
Długość rzeki wynosi 209 km, powierzchnia dorzecza 5070 km², na rzece znajdują się 4 sztuczne zbiorniki wodne.
Prawym dopływem Kalmiusa jest Kałka, nad którą w 1223 roku stoczono bitwę.